# Broskspindling
Broskspindling (Cortinarius rigens) är en svampart som först beskrevs av Christiaan Hendrik Persoon, och fick sitt nu gällande namn av Elias Fries 1838. Cortinarius rigens ingår i släktet Cortinarius och familjen spindlingar.   Inga underarter finns listade i Catalogue of Life.
I den svenska databasen Dyntaxa används istället namnet Cortinarius duracinus för samma taxon.  Arten är reproducerande i Sverige.